# 거제 연안 아비 도래지
거제 연안 아비 도래지(巨濟 沿岸 아비 渡來地, 영어: Sanctuary of Red-throated Loons on Geoje Coast)는 대한민국 경상남도 거제시 남부면부터 일운면에 걸쳐있는 아비가 겨울을 지낼 수 있는 우리나라에서 유일한 천연기념물이다. 1970년 10월 30일 대한민국의 천연기념물 제227호로 지정되어있다.

## 현지 안내문
아비는 우리나라의 겨울 철새로 5종류로 나뉘며 캐나다의 브리티시 콜롬비아, 알래스카, 쿠릴 열도, 아무르, 사할린, 스칸디나비아 등 모두 북극 주변에서 번식한다. 우리나라에서는 겨울에 거제도와 남해 연안에서 볼 수 있는데 아비, 회색머리아비, 큰회색머리아비 등 모두 3종을 볼 수 있다. 북극에 가까운 넓은 벌판의 얕은 호수, 연못, 생, 호수와 늪 또는 해안 등지에서 살며 때로는 해안에서 멀지 않은 숲에서도 산다.
거제도 연안의 아비 도래지는 국내 유일의 아비류 대집단이 겨울을 나는 지역이다. 그 중 아비는 거제도의 해안선을 따라 분포하며, 남해안 일대에서 드물지 않게 한 마리씩 흩어져 있는 것을 볼 수 있다. 회색머리아비와 큰회색머리아비는 희귀종으로 여겨 왔으나, 최근에 거제도 연안에 1,000∼2,000마리 이상이 겨울을 보내기 위해 해마다 규칙적으로 이곳을 찾아 겨울을 나고 있다는 것을 알게 되었다. 아비류는 잠수를 매우 잘 하지만 둔하기 때문에 쉽게 희생되는 새로 나날이 그 수가 줄어들고 있다.
거제도 연안의 아비 도래지는 아비가 겨울을 지낼 수 있는 우리나라에서 유일한 지역이므로 천연기념물로 지정하여 보호하고 있다.

## 참고 문헌
- 이 문서에는 다음커뮤니케이션(현 카카오)에서 GFDL 또는 CC-SA 라이선스로 배포한 글로벌 세계대백과사전의 내용을 기초로 작성된 글이 포함되어 있습니다.

## 같이 보기
- 아비
- 거제도

## 참고 자료
- 거제 연안 아비 도래지 - 국가유산청 국가유산포털